# علم الثقافة

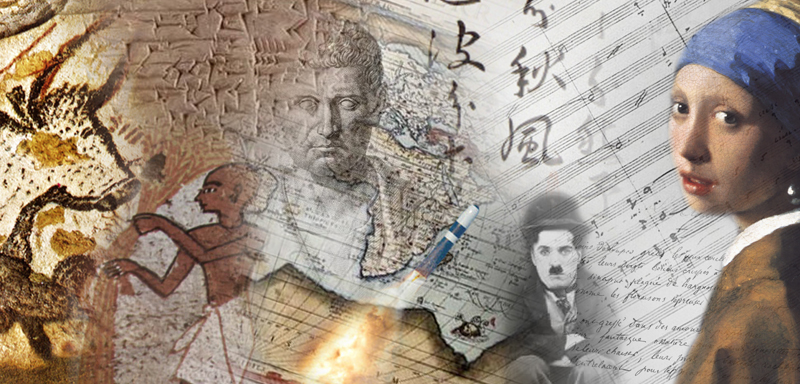

علم الثقافة هو ذلك العلم الذي يهتم بدراسة الظواهر الثقافية ومحاوله تعديلها وتوجيهها ووضعها في الإطار الصحيح و تحليلها و دراسة أنماطها و وظائفها و عملياتها و كذلك نموها و تدهورها، وهذا العلم يشكل أصلا هاما من أصول التربية.كمايشكل أيضا يشكل أساسا هاما لنهضه أي امه. وتتكون الثقافة :,من العادات والتقاليد والقيم التي تتحكم في سلوك الإنسان .